# トラデックス

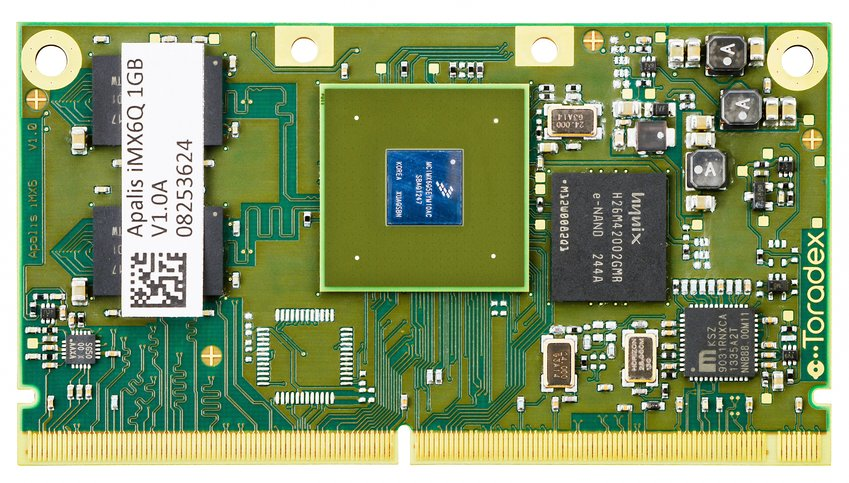
Apalis I.MX6Q フリースケール コンピュータ オン モジュール

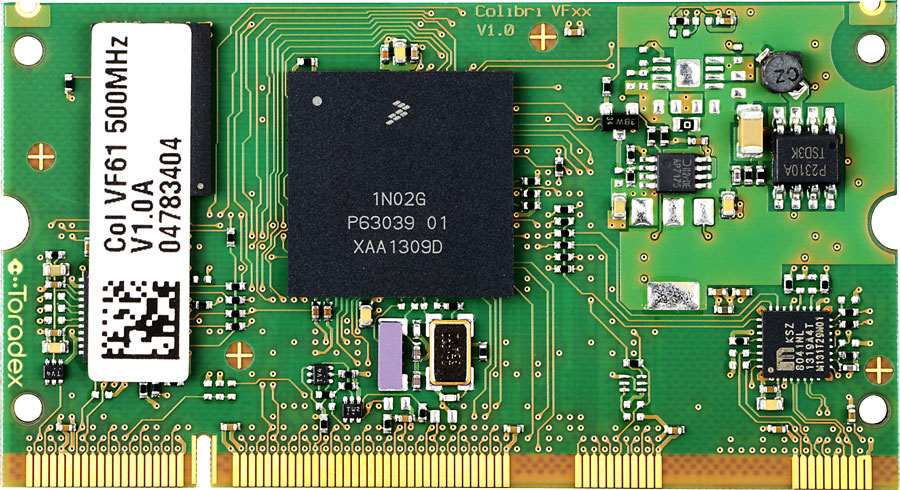
Colibri VF61 フリースケール Vybrid コンピュータ オン モジュール

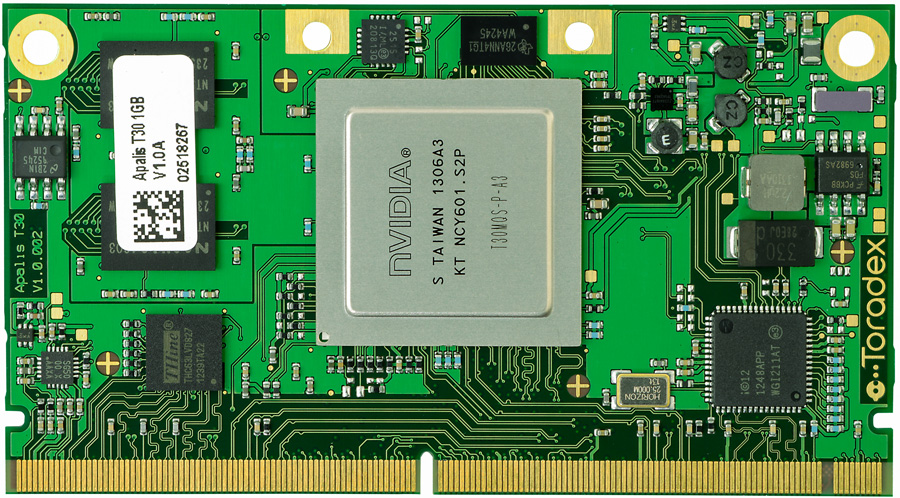
Apalis T30 NVIDIA Tegra 3 コンピュータ オン モジュール

トラデックス・コーポレーション（Toradex Corporation）は、スイスのIT企業。2003年に株式非公開の会社として設立され、スイスのルツェルンに本社がある。
トラデックスは、NVIDIA Tegra、フリースケール・セミコンダクタ ARMアーキテクチャベースシリーズ、マーベル XScaleおよびインテル Pentium Mプロセッサをベースとして、省電力で高性能な組み込みシステム・コンピュータのソリューションを専門としている。またWindows CE、組み込みLinux、高速なエレクトロニクス・レイアウト、パッケージ、および小型化の分野で、シングルボード・コンピュータ製品と関連するエンジニアリング・サービスを提供している。
トラデックスは、Intel Communications Alliance、OSEC Business Network Switzerland、 Microsoft Windows Embedded Partner、Swiss Technology Network のメンバーであり、スイスにある American Megatrends Incorporated BIOS のディストリビュータである。

## プロダクト
- コンピュータ オン モジュール
- キャリアボード
- カスタマイズ シングルボードコンピュータ